# Замок Вельгартице
Замок Вельгартице (чеш. Hrad Velhartice) — большей частью руинированный средневековый готический замок в общине Вельгартице недалеко от Клатови, район Клатови Пльзенского края, основанный в конце XIII — начале XIV века феодальным родом панов из Вельгартиц. В период борьбы за власть во 2-й четверти XV века противники Йиржи из Подебрад, стремясь предотвратить его восшествие на чешский престол, в течение пяти лет укрывали в замке Вельгартице чешские королевские регалии. Архитектурной особенностью замка является каменный мост между донжоном и северным дворцом, покоящийся на пяти массивных цилиндрических колоннах, образующих в проёмах четыре готические стрельчатые арки. Эта фортификационная конструкция считается уникальной в средневековой замковой архитектуре Центральной Европы. В 2001 году замок внесён в список национальных памятников культуры Чешской Республики. Один из самых посещаемых туристами замков Пльзенского края.

## История замка

### Во владении панов из Вельгартиц и панов из Градца
Замок Вельгартице, первоначально называвшийся Вильгартице, был основан между 1290 и 1310 годами Богумилом из Будетиц, возможно, для охраны дороги из района Шумавы в Баварию, а также возможно, наоборот, для грабежа проходящих по этому пути торговцев. Возведение замка продолжил Бушек I Старший (ум. 1337), первый исторически известный представитель рода панов из Вельгартиц, потомки которого использовали замок в качестве своей родовой резиденции. Бушек Старший был верным сподвижником короля Карела I Люксембургского и занимал при дворе должность коморника. Его сын Бушек II Младший (ум. 1370), также бывший приближённым короля Карела I и занимавший высокое положение при дворе, вероятно, закончил строительство замка, который после его смерти унаследовал его сын Ян (Ешек) из Вельгартиц.
В начале 80-х годов XIV века замок был захвачен немецким рыцарем Хертвиком Дагенбергом фон Вайссенштайном, причём вместе с замком Дагенбергу досталась и одна из дочерей пана Яна из Вельгартиц (ум. в 1387) Анна. В защиту панов из Вельгартиц выступил их союзник пан Ольдржих I из Рожмберка. После длительного спора, в 1387 году Хертвик Дагенберг согласился вернуть замок и Анну из Вельгартиц за денежную компенсацию. Вскоре после этого пан Ян из Вельгартиц умер, оставив двух дочерей-наследниц под патронажем Ольдржиха из Рожмберка. В соответствии с завещанием пана Ольдржиха, умершего в 1390 году, его сын Йиндржих III из Рожмберка выдал дочерей Яна из Вельгартиц замуж за представителей рода Витковичей из Градца: Катержину за Яна Старшего (ум. 1417), а Анну — за его кузена Менгарта из Градца (ум. ок. 1393). В 1396 году обе части Вельгартицкого панства соединились во владении Яна Старшего из Градца, а замок Вельгартице стал его новой резиденцией. По другим данным, Вельгартицкое панство и замок до 1428 года находились в совместном владении панов из Градца и панов из Рожмберка. Паны из Градца для управления замком назначали своих бургграфов, один из которых, Дрслав из Йиндржиховиц, упоминается в документе 1419 года, другой — Ян Старший из Бешин — в документе 1433 года. В конце XIV века с северо-западной стороны от северного дворца замка были возведены мощная оборонительная башня, получившая название «Путна», и высокий каменный мост в готическом стиле, соединивший башню с северным дворцом.
В период борьбы за власть при короле Ладиславе Габсбургском и после его смерти сын Яна Старшего высочайший бургграф Менгарт из Градца и на Вельгартице (ум. в 1449), бывший активным противником партии пана Йиржи из Подебрад и желавший предотвратить его вступление на чешский престол, спрятал от него в замке Вельгартице чешские королевские регалии и хранил их в нём в течение пяти лет. После победы Йиржи из Подебрад пан Менгарт из Градца был смещён со своего поста и заключён в темницу в Подебрадах. Со смертью его сына Ольдржиха в 1453 году вельгартицкая ветвь панов из Градца пресеклась, и замок с панством приобрели паны Швиговские из Ризмберка, первый из которых, Депольт из Ризмберка, умер в 1474 году и был похоронен в замке.
В XV веке обороноспособность замка была усилена крепостными стенами и вырубленными в скальной породе рвами, сооружёнными с северо-восточной и юго-западной сторон замка. Таким образом с юго-западной стороны от замка возник нижний замковый двор, в котором были построены различные хозяйственные здания, в том числе панская пивоварня

### Замок в XVI—XVII веках
В 1508 году, благодаря женитьбе на дочери Вилема Швиговского Катержине, владельцем замка стал пан Зденек Лев из Рожмиталя (ум. 1535), также занимавший должность высочайшего бургграфа Чешского королевства. Зденек Лев добился предоставления Вельгартицкому панству ряда привилегий, в частности, права добычи драгоценных металлов. При нём замком управлял назначенный им бургграф. Зденек Лев оставил в наследство своему сыну Адаму Льву из Рожмиталя непомерные долги, по причине чего Адам Лев в 1541 году вынужден был продать Вельгартицкое панство вместе с замком пану Адаму I из Штернберка за 13 500 коп пражских грошей, который уже в следующем году панство и замок уступил гетману Йиндржиху Планскому из Жеберка (ум. 1563). После смерти Йиндржиха замок с панством унаследовал его сын Себастиан Яхим Планский из Жеберка, у сыновей которого Вельгартицкое панство и замок в 1597 году выкупил рыцарь Вацлав Смрчка из Мниха, который вскоре перепродал их Вольфу Готтгарду Перглару из Пергласа.
В течение XVI века замок постепенно опустел и начал приходить в запустение. В начале Тридцатилетней войны выяснилось, что оборонительные системы замка не готовы к боевым действиям. После Белогорской битвы Вельгартицкое панство вместе с замком было конфисковано королевской коморой у Вацлава Отакара Перглара из Пергласа и 15 ноября 1628 года продано австрийскому генералу дону Мартину де Хоефф-Хуэрта. При Хоефф-Хуэрте началась масштабная перестройка замка, а в восточной части верхнего замкового двора был возведён новый панский дворец в позднеренессансном стиле, соединивший северный дворец с южным (так называемое «Хуэртово крыло»). Новый хозяин отменил на территории Вельгартицкого панства барщину и проводил в отношении своих подданных жёсткую политику рекатолизации, разъезжая по своим владениям во главе тридцати всадников и безжалостно карая еретиков.
Пан Мартин де Хоефф-Хуэрта из Вельгратиц, как он стал именоваться к концу жизни, завещал все свои владения своей приёмной дочери Анне-Марии, которая в 1653 году продала Вельгартицкое панство и замок малостранскому конвенту кармелиток, который уступил их Иоганне Франтишке Рачиновой из Рачина. После её смерти замок и панство унаследовал её сын Йиржи Вацлав Рачин из Рачина, который в 1708 году продал их рыцарю Людвику Гинеку Бехине из Лажан, гетману Малой-Страны.

### Замок в XVIII—XIX веках
В 1729 году Максимилиан Йосеф Бехине из Лажан, владевший замком с 1719 года, продал Вельгартицкое панство с замком рыцарю Йосефу Карлу Перглару из Пергласа. Последний настолько обременил Вельгартицкое панство долгами, что в 1743 году его выкупил граф Ян Фердинанд Дес-Фоурс, от которого в 1759 году панство и замок унаследовал граф Бедржих Дес-Фоурс.
В 1825 году Вельгартицкое панство унаследовала графиня Франтишка Дес-Фоурс, бывшая замужем за представителем рода свободных панов Штурмфедер из Оппенвейлера. Её сын и наследник Карл Теодор фон Штурмфедер первым обеспокоился вопросом сохранения и восстановления пришедшего в запустение замка Вельгартице и в 1848 году начал реконструкцию полуразрушенного южного дворца замка, однако не довёл дело до конца.

### Замок в Новейшее время
Последним частным владельцем замка Вельгартице был адвокат Йосеф Виндишгрец, эмигрировавший в 1946 году в Австрию, после чего замок и другие его владения были национализированы чехословацким правительством. В социалистический период ареал замка использовался чехословацким Революционным профсоюзным движением в рекреационных целях. Замок по сей день находится в государственной собственности Чешской Республики. С июля 1999 года замок открыт для посещения туристами, а в ренессансном «Хуэртовом крыле» замка работает экспозиция на тему «Развлечения, игры и время отдыха в эпоху Возрождения».
В 2001 году замок был внесён в список национальных памятников культуры Чехии. Сегодня замок Вельгартице находится в ведении Национального института памятников Чешской Республики и является одной из наиболее посещаемых достопримечательностей Пльзенского края (к примеру, в 2014 году его посетили 44 029 туристов), занимая третье место среди самых посещаемых замков края и уступая по этому показателю только замкам Раби и Кашперк.
|                           |  |                                          |  |                                         |  |                                                       |
| Вид на замок с юго-запада |  | Вид на руины дворца «Райский двор» с юга |  | Вид на «Хуэртово крыло» с северо-запада |  | Вид на южный дворец и замковую пивоварню с юго-запада |

## Описание
Согласно доступным в настоящее время данным, первоначально замок был заложен на самой южной оконечности скального утёса и состоял из высокой окружной зубчатой стены на месте нынешнего верхнего двора замка. Вначале стена ограждала деревянные или деревянно-кирпичные здания, затем в южной и северной частях окружной стены были возведены два каменных замковых дворца, взаимосвязанные стенами, которые и составили ядро замка. Представительный северный дворец, получивший название «Райский двор» и дошедший до нас в полуразрушенном состоянии, находится на высочайшей точке замковой скалы и в плане имеет форму латинской буквы D. Внешние стены дворца были выстроены из камня, в то время как все внутренние конструкции были исключительно деревянными. До настоящего времени, благодаря проведённой реконструкции, сохранилось три этажа дворца, во втором из которых находятся аркадные коридоры и просторный банкетный зал, а в третьем устроена открытая терраса с видом на восточный склон замкового холма. Из юго-западной части дворца выступала крепостная стена, от которой до нас дошли только руины, защищавшая верхний замковый двор с юго-запада. Составной частью этой стены является выразительный готический портал, открывающий вход из нижнего в верхний двор.
Между северным и южным дворцами в настоящее время находится третий, позднеренессансный двухэтажный дворец («Хуэртово крыло»), построенный в XVII веке Мартином де Хоефф-Хуэрта вдоль восточной замковой стены, первоначально соединявшей два дворца. Благодаря этому архитектурному решению средневековая восточная крепостная стена замка стала внешней стеной нового дворца и относительно хорошо сохранилась до наших дней. В этой стене были устроены два ряда амбразурных окон и небольшой готический портал потайной двери, открывающей доступ к валам и укреплениям за «Райским двором». Внутренняя стена нового дворца построена в виде аркадных коридоров в два этажа, из которых открывается вид на верхний двор замка. Интерьер дворца во многом был изменён согласно представлениям и жилищным потребностям начала XX века, так как именно это здание служило владельцам замка жилищем вплоть до его национализации. На юге «Хуэртово крыло» переходит в готический дворец, расположенный на самой южной оконечности замкового утёса.
Главные ворота замка были построены на северо-западе нижнего двора замка, где они находятся до сих пор, справа от ворот для их дополнительной защиты была возведена небольшая крепостная башня, а перед воротами был прорыт ров, через который в ворота можно было попасть через подъёмный мост. Для защиты замка с северо-запада там была возведена большая жилая башня донжонного типа, получившая название «Путна», толщина стен которой составляла 2,5 метра. Существующий ныне вход в башню через первый этаж был проломан в стене лишь в XIX столетии, изначально же доступ в донжон был возможен только через подъёмный мост на уровне третьего этажа, опускавшийся на массивный каменный мост, ведущий в третий этаж северного дворца «Райский двор». Этот каменный мост, связывающий выдвинутый вперёд донжон с ядром замка, имеет высоту почти 10 метров, длину 32 и ширину 3 метра. Мост покоится на пяти массивных цилиндрических колоннах, образующих в проёмах четыре готические стрельчатые арки, и является уникальным в средневековой замковой архитектуре Центральной Европы фортификационным решением.
В западной части нижнего двора замка сохранился фундамент бывшей замковой винокурни, а на юго-западе нижнего двора находится восстановленное здание замковой пивоварни с двухщипцовой крышей в готическом стиле, в котором в наше время устроен выставочный зал. Неправильное в плане здание пивоварни визуально довольно красиво уравновешивается находящимся рядом узким и высоким строением готического южного дворца.
|                                                                                          |  |                                                                                         |  |                                                                                        |  | |
| Ворота замка и небольшая крепостная башня слева от них — вид изнутри нижнего двора замка |  | Башня «Путна» на северо-западе и каменный мост, соединяющий её с дворцом «Райский двор» |  | Готический портал возле дворца «Райский двор», ведущий из нижнего в верхний двор замка |  | Нижний двор замка: справа фундамент бывшей винокурни, вверху — двухщипцовое здание пивоварни XV века |